# Gemelliporella monilia
Gemelliporella monilia is een mosdiertjessoort uit de familie van de Gemelliporellidae. De wetenschappelijke naam van de soort is voor het eerst geldig gepubliceerd in 1952 door Osburn.